# Организованная преступность в Австралии
Организованная преступность в Австралии собирательное название различных преступных семей и организованных преступных синдикатов, ведущих преступную деятельность в Австралии, включая незаконный оборот наркотиков, убийства по заказу, вымогательство и другие преступления.

## Аборигены
- «Evil Warriors[англ.]» — организованная преступная группировка, базирующаяся в городе Уэйдей[англ.] (Северная территория) и вокруг него. Банда полностью состоит из австралийских аборигенов. В 2006 году получила общенациональное внимание после ожесточённой войны со своими соперниками из банд Judas Priests и Slayer Mob,[1] которая вынудила бежать многих жителей Уэйдея.[2][3]

## Европейско-австралийские преступники
- «Заслуженное общество» (Мельбурн)[4][5][6] — калабрийская преступная группа («ндрангета»). Активно действует по всей Австралии, в первую очередь в штатах Виктория и Западная Австралия.
- Карлтонская банда (Мельбурн)[7] — итальянско-австралийская преступная организация, созданная в 1970-х годах гангстером Альфонсом Гангитано[англ.] и названная в честь пригорода Мельбурна, в котором она была основана. Организация соперничала с «Уважаемым обществом» и семьей Калабрезе, калабрийскими группами ндрангеты, также базирующимися в Мельбурне. Карлтонская банда сыграла важную роль в печально известных убийствах мельбурнских бандитов[англ.] (1995—2010).
- Мельбурнская банда (англ. The Melbourne Crew, TMC) — австралийско-европейская организованная преступная группа, основанная в 2016 году в Мельбурне. Группа работает преимущественно в центральной части города и его пригородах, Коллингвуд[англ.], Фицрой[англ.] и Эбботсфорд[англ.]. Считается, что деятельность Мельбурнской банды включает незаконную торговлю сигаретами, наркотрафик, рэкет, незаконные азартные игры и ростовщичество.
- The Sunshine Boys — австралийско-европейская организованная преступная группа, созданная в мельбурнском пригороде Саншайн[англ.] Эндрю «Бенджи» Вениамином, Дино Диброй и Полом Каллиполитисом. Начинали с угонов автомобилей, в том числе на заказ. Позднее расширили свои криминальные интересы, занявшись продажей наркотиков, вооружёнными ограблениями и взысканием долгов.[8] В 2002—2003 годах Sunshine Boys потерпели поражение в войне с Карлтонской бандой и прекратили существование.[9]
- Сербская мафия — первые сербские мафиози прибыли в Австралию в конце 1970-х годов. Вскоре организовавшись в югославский клан, они использовали в качестве штаб-квартир 15 кафанов в Сиднее, Мельбурне и Вуллонгонге.[10] В 1980-х годах сербская мафия стала быстро расти за счёт активной эмиграции сербов из распавшейся Югославии. Миливое «Миша Кобра» Матович приехал в Сидней в 1986 году и уже вскоре стал известным игроком в покер, позднее занявшись организацией нелегальных азартных игр, быстро став легендой сербского клана. В начале 1990-х годов его младший брат Браца вступил в конфликт с бандой Жоржа Станковича из-за долгов. В результате разразившейся войны Миша Кобра и его брат были убиты. В 1993 году был застрелен Жорж Станкович, а его сын Батица был убит в 1996 году.[10][11] В 2005 году в Австралии действовали около 20 членов земунского клана[англ.], что вдвое больше, чем до операции сербской полиции «Сабля[англ.]».[10] Сербский боксер Божидар Цветич, которого зарезали в 2002 году,[12] рассказывал, что австралийская полиция показала ему фотографии примерно 150 сербских преступников, действующих в Австралии.[10] В мае 2007 года австралийская полиция наблюдала вербовку в организованные преступные группировки байкеров из числа молодых сербов.[13]
- Русская мафия — по данным Австралийской федеральной полиции российские гангстеры проникли в Австралию, занявшись, в том числе, убийствами, рэкетом проституции, мошенничеством, наркотиками, шантажом, а также вымогательством, в основном среди членов русской общины. Её деятельность в сосредоточена в Сиднее, особенно в Бонди-Бич[англ.], и на Золотом Побережье.[14][15] В первый раз русская мафия в Австралии проявила себя в январе 1993 года, когда Австралийская таможенная служба, получив информацию от федеральной полиции, арестовала в Мельбурне российского моряка, у которого было 5,5 кг героина и 150 г смолы каннабиса. Дальнейшие расследования привели к аресту двух предполагаемых организаторов контрабанды наркотиков в Мельбурн. В результате многолетнего расследования были установлены предполагаемые члены русской мафии в бывшем Советском Союзе и Австралии.[16]
- Балканская мафия — в Австралии действуют албанские, болгарские, хорватские и румынские преступные группировки. «Крёстный отец» албанской мафии Даут Кадриовски привлёк внимание австралийских властей после начала активных поставок наркотиков в Австралию через албанские и хорватские общины в Сиднее и Брисбене.[17] По данным федеральной полиции на восточном побережье Австралии действует этническая румынская сеть распространения героина.[16] В 2003 году в мельбурнском пригороде Кобург[англ.] был застрелен болгарский беженец Николай «Ник» Радев[англ.], ранее судимый в Болгарии и Австралии, в том числе, за шантаж, угрозы убийством, вымогательство, вооружённое ограбление и торговлю наркотиками.[18] По данным полиции, он возглавлял банду, известную как «Братва Радева» (Radev Bratva), был крупным торговцем наркотиками, а также был связан с русской мафией в Мельбурне, отвечая за силовые акции.[19]

## Банды Восточной и Юго-Восточной Азии
Банды состоящие из выходцев из Восточной и Юго-Восточной Азии уже давно прописались в Австралии. Так, вьетнамская банда 5T возникла в середине 1980-х годов в сиднейском пригороде Кабраматта, известном большой вьетнамской общиной. Китайские банды существуют также по крайней мере с середины 1980-х годов. Хотя внимание СМИ к восточно-азиатским бандам в Австралии не столь серьёзное, как это было в 1980-х годах, их деятельность продолжается. Они совершают убийства и другие акты насилия, ввозят и распространяют наркотики и незаконные прекурсоры, отмывают деньги, торгуют людьми, принуждают женщин к проституции и так далее. Кроме того, вьетнамские преступные группы в значительной степени участвуют в крупномасштабном выращивании каннабиса гидропонными методами. Гораздо менее организованный характер носит насилие, совершаемое молодёжью юго-восточноазиатского происхождения.

### Китайская мафия
Китайские организованные преступные группы, иногда называемые «триадами», появились в Австралии приблизительно в середине 1980-х годов. Уже в 1988 году, по данным федеральной полиции, в стране действовало от трех до десяти триад, в которых насчитывалось от 2000 до 3000 членов. Первое время китайская мафия состояла в основном из уроженцев китайской провинции Фуцзянь, позже в неё активно привлекались жители других китайских провинций, а также Гонконга и Тайваня, а в конце 2000-х—начале 2010-х годов китайские группировки стали набирать новых членов по социальным, а не этническим признакам, ориентируясь на людей своего возраста. Известно, что лидеры китайских преступных синдикатов активно вербуют в Западном Сиднее новых членов из числа молодых выходцев с тихоокеанских островов и белых австралийцев, а также студентов из Китая, приезжающих в Австралию по студенческим визам. Китайская мафия присутствует в различных сферах преступной деятельности, в частности, занимается импортом и распространением наркотиков, незаконными азартными играми, торговлей людьми, незаконной проституцией, вымогательством, отмыванием денег, мошенничеством с кредитными картами. В 2011 году в штате Виктория действовало от 300 до 400 подпольных борделей, что в четыре раза больше чем существовало легальных, многие из них контролировались китайскими преступными группами. Существуют целые синдикаты сутенёров с многомиллионными доходами, один из самых крупных среди которых возглавляет китаянка Сюэ Ди Янь. Австралийские правоохранительные органы считают, что в течение многих лет китайская мафия является основным поставщиков героина в Австралию (по оценкам федеральной полиции в 1990-х годах около 80 % героина, изымаемого в Австралии, поступало в страну из «Золотого треугольника»). Также Китай является основным поставщиком метиламфетамина в Австралию, став одновременным крупным поставщиком кокаина, контрабандных сигарет и контрафактных товаров. По данным Австралийской федеральной полиции в Сиднее, Мельбурне и Западной Австралии действовали гонгонские триады «Сунъион», «14К», «Вошинво», «Дацзюань» и «Вохопто». Также в Австралии существуют и другие китайские преступные организации, такие как Sing Wa (около 1000 участников), Blue Circle (около 100 участников), City Chinese Boys (CCB), 180 White Tigers (банда смешанного состава, включающая китайцев, белых и островитян) и Yee Tong.

### Вьетнамская мафия
Вьетнамская организованная преступность в Австралии началась с банды 5T, вьетнамской преступной группировки, действовавшей с середины 1980-х по 2002 год в сиднейских пригородах Кабраматта и Бэнкстаун, известных своими большими вьетнамскими общинами. Отдельные группы и члены действовали в других городах и штатах. Банда была основана молодыми людьми из Кабраматты, которые приехали в Австралию со своими родителями после падения Южного Вьетнама. Термин 5T означал пять вьетнамских слов, начинающихся с буквы T, которые переводились как «Любовь, Деньги, Тюрьма, Наказание, Самоубийство». Был и другой вариант расшифровки названия банды - «Детство без любви». В январе 1988 года Sydney Morning Herald предупреждала: «Криминальные банды во вьетнамском сообществе становятся всё более вооружёнными, переходят на наркотики и азартные игры, устанавливая связи с австралийскими криминальными деятелями, и вовлекаются в рэкет в своём собственном сообществе». В 1989 году Джон Ньюман, депутат парламента штата Новый Южный Уэльс от Кабраматты, стал первым австралийским политиком, поднявшим вопрос о вьетнамских бандах на официальном уровне. Ньюман проводил решительную кампанию против вьетнамских преступных группировок и получал регулярные угрозы убийства, пока не был застрелен возле своего дома в Кабраматте в 1994 году. Убийство Ньюмана стало первым в австралийской истории политическим убийством. В 1993 году, по оценкам Австралийского бюро криминальной разведки, банда 5T насчитывала от 30 до 40 членов и от 100 до 200 соучастников, в основном молодых вьетнамцев, которые занимались торговлей наркотиками, вымогательством, вооружёнными грабежами, азартными играми и проституцией.
В 1995 году был убит лидер 5T Чи Минь Чан, что вызвало борьбу за власть внутри организации. В феврале 1999 года возле паба в Западном Сиднее был убит его преемник, что привело к эскалации насилия. Бандитская война в итоге привела к тому, что парламент штата Новый Южный Уэльс начал парламентское расследование. В мае 2002 года был застрелен новый лидер 5T, что впоследствии привело к кончине банды. Преемниками 5Т стали Four Aces и Madonna’s boys (действуют и в других городах Австралии), а также Red Dragon. Помимо них есть и другие вьетнамские банды, например Spider Boys, одна из трёх вьетнамских банд Перта, Yellow Klique (Ричмонд (Виктория)), Central Crew и Brothers 4 Life (Мельбурн). В 2011 году вьетнамская мафия вновь привлекла внимание СМИ в связи с успехом полиции, арестовавшей в Мельбурне 12 вьетнамских наркоторговцев во главе с хозяином казино High Roller Тан Хай Фама и его жену.

Вьетнамские преступные синдикаты участвуют во всех уровнях торговли героином — от уличной торговли до импорта. Преимущественно наркотики закупались у китайской мафии, после чего реализовывались на улицах или перепродавались другим группам, таким как румынские и ливанские дилеры. В то же время вьетнамские синдикаты наращивают импорт самостоятельно; в середине 1990-х, по данным полиции, на вьетнамцев приходилось около 5 % от общего импорта героина в Австралию.

### Японская мафия
Якудза — примерно в середине 1980-х годов внимание правоохранительных органов и СМИ стали привлекать визиты в Австралию членов якудзы. В марте 1991 года Бюро криминальной разведки Квинсленда представило правительству штата записку № 137A о степени проникновения борёкудана в Квинсленд. Уже в начале 1990-х годов имелась информация о попытках якудзы оказывать давление на японских бизнесменов, работающих в Австралии. По сообщениям СМИ в 1994 году,  «австралийская полиция теперь идентифицирует известных членов якудзы, прибывающих в Австралию со скоростью около 40 человек в год». В большинстве случаев очевидной причиной посещения являлся отдых, в то же время были сообщения, что якудза используют легальные казино Австралии в целях отмывания денег. Тогдашний помощник комиссара полиции Квинсленда Нил Комри заявил, «что разумно предположить, что прибыль от незаконной деятельности якудза в Японии была инвестирована в недвижимость Квинсленда». Со времени появления на Золотом Побережьи большого количества компаний, имеющих японскую финансовую поддержку, особенно в индустрии гостеприимства, у борёкудан открылась возможность узаконить туристические предприятия для покрытия их основных источников дохода от рэкета, торговли наркотиками, организации проституции и азартных игр.

## Ближневосточные банды
Смотрите также: Dlasthr и Sword Boys
Ближневосточные банды в Австралии стали известны в 1995—1996 годах, первые из них появились в Новом Южном Уэльсе. Наиболее заметны они в Сиднее. Основными видами деятельности ближневосточных группировок, в первую очередь ливанских, таких как Telopea Street Boys (Сидней), были торговля наркотиками, угон автомобилей, включая вывоз угнанных автомобилей класса «люкс» в страны Ближнего Востока, мошенничества со страховкой, вымогательства, вооружённые грабежи, незаконный ввоз оружия, рэкет владельцев ночных клубов, баров и других развлекательных заведений. По мнению ветерана сиднейской полиции Тима Приста, ближневосточные группировки отличаются от остальных своей склонностью применять насилие в любое время и по любой причине. Ближневосточные преступные группы являются основными поставщиками кокаина в Сиднее и активно проникают в юго-восточный Квинсленд и Викторию.
- DLASTHR[англ.] (название образовано от фразы The Last Hour — ближневосточная (ассирийская) преступная организация, которая была создана Раймоном Юмараном в 2002 году и действует в Юго-западном Сиднее[англ.]. Произошла от другой банды, известной как Assyrian Kings.[41] Банда была причастна к ряду убийств и публичных расстрелов, зарекомендовала себя как основной в Сиднее синдикат по распространению наркотиков, также занимается грабежами, вымогательством и продажей оружия.
- Sword Boys[англ.] — уличная банда в Перте, состоящая в основном из ливанских австралийцев,[34][42] известна властям с середины 1990-х годов.[43][44] Специализируется на распространении амфетамина и экстази в Западной Австралии,[45] также связана с бандами Западного Сиднея, вовлечёнными в индустрию переделки угнанных автомобилей стоимостью $1 млрд в год.[34]
- К ближневосточным преступным группировкам также относятся M’bros, Spider Boys и Scorpion Boys, созданные молодыми эмигрантами в Перте,[36] ливанская группировка Telopea Street Boys[20], Bronx Boys и The True Kings (Сидней).

## Тихоокеанские банды
В 2010-х годах в Австралии активизировались тихоокеанские преступные группы, состоящие из выходцев с островов Тихого океана. Пока это уличные молодёжные банды, совершающие насилие и преступления на улицах крупных австралийских городов, но молодых жителей островов активно вербуют уже существующие преступные группы и байкерские банды. Также существует опасность, что со временем уличные банды могут перерасти в серьёзные организованные преступные группировки. Статистика по преступлениям, совершаемым бандами островитян, редка или вообще отсутствует. Но известно, что самоанцы занимают третье место в Австралии по количеству заключённых, а фиджийцы — восьмое. Тихоокеанские банды уже действуют в Сиднее, Мельбурне, Брисбене, Логане, Перте и на Золотом Побережье. Некоторые из этих банд: Bloods and Crips, The Bloods, Tongan Mafia, Samoan Assassin Squad, Gee40, Crazy Little Coconuts, Full-Blooded Islanders, CB4, Respect Samoan People, Lavs (женская). Среди громких преступлений, совершённых бандами островитян, можно выделить атаку пяти членов банды Gee40 на школу Merrylands в Сиднее в 2008 году с мачете, бейсбольными битами и самурайским мечом (семь учеников и два учителя получили ранения), а также массовые драки с ливанскими и суданскими бандами в Сиднее и Мельбурне.

## Африканские банды
- African Kings — уличная банда, созданная молодыми сомалийцами в Перте.[36]
- Apex — банда, созданная молодыми выходцами из Южного Судана в южных пригородах Мельбурна.[47] Прославилась организацией массовых беспорядков во время ежегодного городского фестиваля Moomba[англ.] в Мельбурне в 2016 году.[48]
- Blood Drill Killers — банда, созданная в Мельбурне и состоящая из южносуданцев в возрасте от 14 до 17 лет. Известна рядом насильственных преступлений на западе Мельбурна и шокирующей уличной дракой в Сент-Олбанс[англ.] в канун Рождества.[49]
- Menace to Society — банда молодых южносуданцев в западных пригородах Мельбурна.[50]

## Банды байкеров
В Австралии существуют банды байкеров, среди них есть филиалы международных клубов, такие как Bandidos, Hells Angels и Gypsy Jokers, а также другие группы, которые локализованы и менее распространены. Одним из главных событий в криминальной истории австралийских байкерских банд стала
резня в Милперре, сиднейском пригороде, произошедшая 2 сентября 1984 года. Столкновение двух банд, «команчеро» и «бандидос», переросла в перестрелку, в которой погибли  семь человек, в том числе шесть бандитов и гражданское лицо, 14-летняя девочка, 20 человек были ранены. Бандитское насилие приобрело громкий характер до такой степени, что власти разных штатов предприняли шаги по изменению законов и увеличению бюджета, чтобы сосредоточиться на проблеме, а полиция создала группы для борьбы с угрозой, в том числе Целевую группу по преступной группировке в Южной Австралии. Хотя конфликты между разными клубами возникали то и дело, в декабре 2008 года конфликт между бандами обострился, и в Сиднее в течение двух недель было зафиксировано 13 перестрелок. В Южной Австралии банды байкеров были вовлечены в наркоторговлю, убийства, вымогательство и другие формы запугивания и насилия, диверсифицируя свою деятельность, вкладываясь как в легальные, так и нелегальные коммерческие предприятия. В Западной Австралии байкерские банды вовлечены в торговлю наркотиками. Законы, касающиеся борьбы с бандами байкеров, были введены в Северной территории и Южной Австралии, аналогичные законы рассматривались в Новом Южном Уэльсе и Квинсленде. Считалось, что в начале 2009 года байкеры из Comanchero Motor Club и Hells Angels участвовали в столкновении в аэропорту Сиднея. Один человек был избит до смерти при свидетеле. Всего, по оценкам полиции, к насилию были причастны 15 человек. Полицейские документы называют причиной драки то, что «команчеро» и байкер из Hells Angels находились в одном рейсе на Мельбурн. Четверо подозреваемых были арестованы в результате ссоры. Произошло два убийства в столице, 4 человека были убиты в течение недели в Канберре и в Сиднее. В результате усиливающегося насилия премьер-министр Нового Южного Уэльса Натан Рис объявил, что число членов банды полицейских, занимающихся байкерскими бандами, будет увеличено с 50 человек до 125.
По данным Австралийской криминальной разведки, в 2009 году в Австралии действовало более 35 мотоклубов «вне закона», в которых состояло около 3500 членов, а также почти 20 000 партнёров и кандидатов. По данным полиции, байкерские банды сотрудничают с калабрийской мафией и другими этническими преступными группировками, чтобы расширить и усилить своё присутствие в Австралии и за рубежом. Члены мотоклубов «вне закона» торгуют амфетаминами и другими наркотиками, крадут автомобили, продают огнестрельное оружие, выбивают долги, запугивают и убивают по найму, занимаются мошенничеством, отмыванием денег, вымогательством, организацией проституции и подкупом чиновников.
Байкерские банды в Австралии:
- Bandidos — одна из банд «большой четвёрки», по определению ФБР. Имеет 19 отделений по всей Австралии, от 250 до 400 членов. Один из клубов, который активно набирался из этнических групп в последние годы.[53]
- Coffin Cheaters[англ.] — есть отделения в Западной Австралии, Виктории, Новом Южном Уэльсе и Квинсленде, а также в Норвегии. Численность оценивается от 200 до 300 членов.
- «Comanchero[англ.]» — один из старейших и постоянно растущих мотоклубов «вне закона»[англ.] в Австралии и за рубежом, его штаб-квартира находится в Западном Сиднее. Численность — от 300 до 350 членов с отделениями в Новом Южном Уэльсе, Южной Австралии, Западной Австралии, Виктории, Квинсленде и Канаде.
- Gypsy Jokers — созданный в США клуб Gypsy Joker MC известен убийством отставного полицейского Дона Хэнкока и его друга, букмкера Лоуренса Льюиса, совершённого в 2001 году в результате взрыва заминированного автомобиля. Смерть Хэнкока, известного своими расследованиями байкерских банд, была широко расценена как акт мести со стороны байкеров-бандитов. Полицейское расследование, известное как «Операция Циркон», привела к осуждению члена банды по имени Сидни Рида к пожизненному заключению.[61] Численность — от 200 до 300 членов в Австралии.
- Hells Angels — основан в США, но действует по всему миру. В Австралии у них 150—250 членов. Сотрудничает с Nomads.
- Nomads[англ.] — не имеет веб-сайта и не так широко известен, как другие клубы, но часто фигурирует в прессе, как мотоклуб вне закона, занимающийся предположительно незаконной деятельностью.[62][63] В начале 2010-х годов прославились жестокой войной с Hells Angels.[64][65] Базируется в Марриквилле (Новый Южный Уэльс)[англ.], имеет три отделения в Сиднее.[64]
- Notorious[англ.] — хотя был создан только в 2013 году, активно воюет с давно существующими традиционными байкерскими бандами за право продавать наркотики.[64] Сообщается, что Notorious использует представителей ближневосточных и тихоокеанских общин в Сиднее, и как считается, что набирает людей этого происхождения из других клубов.[66] Численность — 150—200 членов.
- Rebels[англ.] — традиционный мотоклуб, которым управляет бывший боксёр и один из основателей Алекс Велла. Первоначально назывались «Конфедераты» (англ. Confederates). На сегодняшний день это самый большой мотоклуб в Австралии, насчитывающий около 70 отделений и более 2000 членов по всей стране.[60][64]

Помимо вышеперечисленных, также к австралийским мотоклубам «вне закона» относятся Finks, Black Uhlans, The Odin’s Warriors, Brotherhood, Cruisers, Renegades, Satans Soldiers, Tramps, Vikings, Immortals, Red Devils, Blonks, Rock Machine, Satan’s Riders, Devil’s Henchmen и Outlaws.

## Латиноамериканские картели
В Австралии была отмечена деятельность латиноамериканских наркокартелей, таких как ныне несуществующий колумбийский Боготский картель и мексиканский Картель Синалоа. В конце 2000-х годов, по данным полиции, около половины кокаина, поступающего в Австралию, отправлялось из Мексики, в первую очередь картелем Синалоа, на который приходилось до половины кокаина, потребляемого на восточном побережье. Помимо кокаина мексиканские наркоторговцы также поставляет в Австралию метамфетамин, сотрудничая с местными ливанскими, китайскими, албанскими и байкерскими бандами.

## Уличные и молодёжные банды
Первые подростковые банды в Австралии возникли после Второй мировой войны. Явление получило название bodgie & widgies — термин «bodgie» возник в Дарлингхерсте, восточном пригороде Сиднея. Рационирование, введённое властями во время войны с целью ограничения потребительского спроса и борьбы со спекуляцией, вызвало расцвет «чёрного рынка». Повышенный спрос на американские товары, в том числе нижнее бельё, что привело к попыткам продавать неамериканские товары под видом американских: такие товары называли «bodgie». Первая боджи-бандой стала «Woolloomooloo Yanks», которые собрались на Соборной улице Вуллумулу, восточного пригорода Сиднея. К 1948 году около 200 боджи регулярно посещали молочные бары Кингс-Кросс. Вскоре боджи-банды сформировались и в других районах Сиднея. Через некоторое время мокасины и американские драп-костюмы в комплекте с брюками в горошек, служившие первое время признаками принадлежности к «боджи», заменили наряд из синих джинсов и кожаных курток American Airline или костюмы Zoot.
Середина 1960-х годов ознаменовалась появлением «шарпи»-культуры — sharpie-банды были особенно заметны в Мельбурне, но также имелись, пусть и в меньшей степени, в Сиднее и Перте. В центре внимания «шарпи»-культуры были модные парни в обтягивающих джинсах брендов Lee, Levi, Westco и Eastcoast. «Шарпи»-кардиган или «connie» был и дорогим, но важным предметом стиля, на который многим модникам приходилось тратить двухнедельную заработную плату. Обувь также была ключевым компонентом образа: «шарпи» носили кожаные туфли на платформе или другие с кубинскими каблуками от местных производителей. «Шарпи»-банды формировались по территориальному принципу, тем самым провоцируя конфликты между ними, так что драки были обычным явлением в танцевальных залах и других местах в случае столкновения двух банд. «Шарпи»-культура прошла через три отчётливые волны популярности с середины 1960-х годов до примерно 1980 года. «Шарпи» были поклонниками местной австралийской рок-музыки и слушали такие группы, как Billy Thorpe & the Aztecs, Lobby Loyde's Coloured Balls, Buster Brown и, конечно, AC/DC. Движение «шарпи» просуществовало почти 20 лет и вымерло, так как большинство его участники со времен остепенились, найдя работу и обзаведясь семьёй, некоторые погибли в уличных драках или от наркотиков, а для следующих поколений более привлекательными оказались новые и менее насильственные субкультуры, например, панк.
В начале 1980-х годов в Сиднее и Мельбурне возникли первые этнические банды, к этому времени успели подрасти дети мигрантов, спасавшихся либо от войн и геноцида во Вьетнаме и на Ближнем Востоке, либо от нищеты и бесправия в своих странах. Недовольство своим положением и неопределённостью социального статуса заставляло подростков и молодёжь из азиатских стран объединяться в уличные банды, такие как Black Dragons, Lebanese Tigers или Turkish Lions. Считается, что эти банды составляли преимущественно выходцы из Юго-Восточной Азии, в первую очередь вьетнамцы. Со временем некоторые банды стали превращаться в преступные группировки, которые в поисках новых источников дохода начали вторгаться на территории, контролируемые другими бандами. В результате, обычные для молодёжных банд драки стали постепенно перерастать в самые настоящие бандитские войны, сопровождавшиеся нападениями с применением оружия, холодного и даже огнестрельного, «коктейлей Молотова» и взрывами домов конкурентов. Нередко жертвами уличных банд становились случайные люди, не имевшие никакого отношения к ним. Активность и жестокость уличных банд привлекла к ним внимание сначала общественности и СМИ, а затем и властей. В 2010 году для борьбы с молодёжными бандами была сформирована оперативная группа полиции штата Виктории во главе с исполняющим обязанности детектива-инспектором Дэйвом де Франческо, которая называлась Task Force Echo (в переводе с англ. — «Целевая группа Эхо»). При этом, по данным полиции членами подобных банд были вьетнамцы, камбоджийцы, выходцы с Ближнего Востока, сомалийцы, турки, латиноамериканцы, а также белые австралийцы, многие банды создавались учениками той или иной школы и вовсе не носили этнического характера.

## Видные представители
- Джон Рен[англ.] (англ. John Wren; 1871—1953) — известный мельбурнский бизнесмен, связанный с преступным миром. Руководил крупномасштабной операцией по созданию сети букмекерских контор в Мельбурне в начале 1900-х годов. Был прототипом для Джона Уэста, персонажа знаменитого романа Фрэнка Харди[англ.] «Власть без славы».
- Доменико «Папа» Итальяно (англ. Domenico "The Pope" Italiano; 1897—1962) — итало-австралийский гангстер, «крёстный отец» Мельбурна и глава калабрийской мафии в Австралии.[79]
- Персиваль Джон (Пирси) Галеа (англ. Percival John (Perce) Galea; 1910—1977) — сиднейский букмекер, игрок и организатор нелегальных азартных игр.[80]
- Эйб Саффрон (англ. Abe Saffron; 1919—2006) — отельер, владелец ночного клуба и застройщик, считался одной из главных фигур организованной преступности в Сиднее во второй половине XX века.
- Леонард Артур «Ленни» Макферсон[англ.] (англ. Leonard Arthur "Lenny" McPherson; 1921—1996) — один из самых известных и влиятельных деятелей преступного мира Сиднея второй половины XX века. Макферсон в течение нескольких десятилетий контролировал большую часть организованной преступной деятельности города вместе с Эйбом Саффроном и Джорджем Фрименом.
- Росарио «Росс» Гангеми (англ. Rosario "Ross" Gangemi; 1922—2008) — итало-австралийский гангстер, глава калабрийской мафии Мельбурна с 1990 по 2008 годы.[81]
- Либорио «Лори» Бенвенуто (англ. Liborio "Laurie" Benvenuto; 1927—1988) — итало-австралийский гангстер, глава калабрийской мафии Мельбурна с 1964 по 1988 годы.[79]
- Роберт Тримбол (англ. Robert Trimbole; 1931—1987) — бизнесмен, наркоторговец и босс организованной преступности, живший и действовавший в Гриффите.
- Джордж Фриман[англ.] (англ. George Freeman; 1935—1990) — сиднейский букмекер и организатор нелегальных казино. Был связан с торговлей наркотиками в Сиднее в 1970-х и 1980-х годах, имел связи с американской мафией.
- Кэт Петтингилл (англ. Kath Pettingill; род. 1935) — в прошлом проститутка, затем владелица борделя и торговка наркотиками, глава мельбурнской преступной семьи Петтингилл.
- Грэм Аллен Киннибург[англ.] (англ. Graham Allen Kinniburgh; 1942—2003) — профсоюзный деятель, связанный с Карлтонской бандой.
- Терри Джон Кларк (англ. Terry John Clark; 1944—1983) — австралиец новозеландского происхождения, босс наркосиндиката, который импортировал героин в Новую Зеландию, Австралию и Великобританию в 1970-х годах.
- Деннис Брюс Аллен (англ. Dennis Bruce Allen; 1951—1987) — торговец наркотиками и убийца, старший сын Кэт Петтингилл.
- Марио Рокко Конделло[англ.] (англ. Mario Rocco Condello; 1951—2006) — итало-австралийский деятель организованной преступности, юрист, член Карлтонской банды, отмывал деньги для калабрийской мафии Мельбурна.[82]
- Марк Брэндон «Чоппер» Рид[англ.] (англ. Mark Brandon "Chopper" Read; 1954—2013) — мельбурнский гангстер и наёмный убийца. Также известен как автор серии полуавтобиографических криминальных романов и детских книг.
- Доминик «Мик» Гатто[англ.] (англ. Domenic "Mick" Gatto; род. в 1955) — бизнесмен, связанный с Карлтонской бандой. Профессиональный посредник и сборщик долгов.[82]
- Альфонс Джон Гангитано[англ.] (англ. Alphonse John Gangitano; 1957—1998) — основатель и лидер итало-австралийской организованной преступной группировки, известной как Карлтонская банда.
- Виктор Джордж Пирс (англ. Victor George Peirce; 1958—2002) — торговец наркотиками, сын Кэт Петтингилл.
- Билли «Кинг Кросс» (англ. Billy "Kings Cross" Bayeh; род. в 1959) и Луис Бейи (англ. Louis Bayeh; род. в 1952) — братья, руководившие синдикатом, который в 1990-х годах фактически монополизировал торговлю наркотиками в сиднейском районе Кингс-Кросс[англ.], известном развлекательными заведениями и «улицей красных фонарей».[83][84]
- Джон Кизон (англ. John Kizon; род. в 1962) — бизнесмен и торговец героином из Перта.[85]
- Тони Мокбел[англ.] (англ. Tony Mokbel; род. в 1965) — австралиец арабского происхождения, руководитель торговли амфетаминами в Мельбурне. Был связан с Карлом Уильямсом, участник мельбурнской гангстерской войны (1995—2010). За информацию, ведущую к его поимке, была назначена награда в $1 млн.
- Джейсон Мэтью Патрик Моран (англ. Jason Matthew Patrick Moran; 1967—2003) — гангстер и торговец наркотиками, член ирландской преступной семьи Моран. В 1990-х годах был одним из главных дилеров «клубных» наркотиков в Мельбурне.
- Карл Энтони Уильямс[англ.] (англ. Carl Anthony Williams; 1970—2010) — глава наркосиндиката из Мельбурна. Центральная фигура в мельбурнской гангстерской войне 1995—2010 годов, а также её последняя жертва.

## Организованная преступность в СМИ и массовой культуре
Эта тема широко освещалась в книгах и СМИ, а также была предметом нескольких австралийских фильмов и сериалов, в том числе сериалов ABC-TV Phoenix, Janus и Blue Murder, а также популярного сериала Nine Network «Тёмная сторона» (2008—2013) и нескольких телефильмов этой же франшизы.